# Leuven Lions 2019
Questa voce raccoglie le informazioni riguardanti i Leuven Lions nelle competizioni ufficiali della stagione 2019.

## BAFL National Division 2019

### Stagione regolare
| Sint-Denijs-Westrem 10 febbraio 2019, ore 12:00 | Grez-Doiceau Fighting Turtles | 6 – 16 | Leuven Lions |  |

| Grez-Doiceau 24 febbraio 2019, ore 14:00 | Leuven Lions | 38 – 54 | Ghent Gators |  |

| Sint-Denijs-Westrem 10 marzo 2019, ore 12:00 | Izegem Tribes | 52 – 0 | Leuven Lions |  |

| Korbeek-Lo 7 aprile 2019, ore 12:00 | Leuven Lions | - – - (annullata) | Waasland Wolves |  |

| Andenne 12 maggio 2019, ore 15:00 | Andenne Bears | 36 – 6 | Leuven Lions | Andenne Arena |

| Izegem 19 maggio 2019, ore 12:00 | Leuven Lions | 12 – 35 | Waterloo Warriors |  |

| Ghlin 2 giugno 2019, ore 14:00 | Leuven Lions | 18 – 42 | Mons Knights |  |

## Statistiche di squadra
| Competizione | %Vittorie | In casa | In casa | In casa | In casa | In casa | In casa | In trasferta | In trasferta | In trasferta | In trasferta | In trasferta | In trasferta | Totale | Totale | Totale | Totale | Totale | Totale |
| Competizione | %Vittorie | G       | V       | N       | P       | Pf      | Ps      | G            | V            | N            | P            | Pf           | Ps           | G      | V      | N      | P      | Pf     | Ps     |
| ------------ | --------- | ------- | ------- | ------- | ------- | ------- | ------- | ------------ | ------------ | ------------ | ------------ | ------------ | ------------ | ------ | ------ | ------ | ------ | ------ | ------ |
| Campionato   | .167      | 3       | 0       | 0       | 3       | 68      | 131     | 3            | 1            | 0            | 2            | 22           | 94           | 6      | 1      | 0      | 5      | 90     | 225    |
| Totale       | .167      | 3       | 0       | 0       | 3       | 68      | 131     | 3            | 1            | 0            | 2            | 22           | 94           | 6      | 1      | 0      | 5      | 90     | 225    |